# Požehnání slunce
Požehnání slunce (hebrejsky ברכת החמה‎, birkat ha-chama) je židovský obřad, který se koná vždy na počátku 28letého cyklu, kdy se slunce podle tradice ocitá na stejném místě, kde se nacházelo při stvoření světa.

## Prameny
Požehnání slunce je poprvé zmíněno v barajtě citované Babylónským talmudem, kde se praví:
| „              | Učili naši rabíni: Kdo vidí slunce v jeho období, měsíc v jeho síle, hvězdy v jejich drahách nebo znamení podle jejich pořádku, řekne: „Požehnán, který tvoří na počátku.“ A kdy to je? Řekl Abaje: „Každých 28 let se opakuje cyklus a rovnodennost nisanu nastane ve znamení Saturnu, v noci z úterý na středu.“ | “ |
| — Berachot 59b | |   |

Tuto barajtu zmiňuje i Midraš Raba ke knize Vajikra (kap. 23, verš 8).
A takto ustanovil Rambam:
| „                                     | Kdo vidí slunce v den rovnodennosti nisanu na počátku cyklu osmadvacíti let, kdy rovnodennost nastává v noci na středu … když je pak vidí ve středu ráno, požehná: „…který činí na počátku.“ | “ |
| — Rambam, Jad, Hilchot brachot 10, 18 | |   |

Podle některých gemara uvádí znění požehnání „…který činí dílo na počátku,“ což odpovídá jedné z verzí uvedené ve Vajikra Raba (jiná verze tam uvedená ovšem užívá znění: „…který činí nebe a zemi.“) Tato verze je také v dnešní době obecně přijímána:
ברוך אתה ה׳ , אלהינו, מלך העולם, עושה מעשה בראשית.
„Požehnán jsi, Hospodine, králi světa, který činíš dílo na počátku.“

## Zvyky
Jelikož požehnání slunce představuje vzácnou událost, je v mnoha obcích zvykem říkat je ve velkém shromáždění. Takový je zvyk Aškenázů v Izraeli:
| „                                                     | Večer oznamujeme, že se ráno vstává na modlitbu vatikin a na požehnání slunce; a ráno šámesové chodí budit členy obce. Okamžitě po tiché modlitbě, ještě před chazarat ha-šac, vycházíme na volné prostranství, odkud vidíme slunce, abychom mohli požehnat. | “ |
| — http://www.daat.ac.il/daat/toshba/minhagim/pru3.htm | |   |

A Chatam Sofer napsal:
| „                              | S požehnáním Hospodina, dospěli jsme ke středě 7. nisanu a požehnali toto požehnání ve shromáždění lidu Božího, zde v Bratislavě, r. 573 podle malého cyklu. Před požehnáním jsme řekli: „Slavte Hospodina z nebes …“ a po požehnání „… který činíš dílo na počátku“ jsme řekli pijut „Boh je pán nad všemi činy …“ až po „… a svatá zvířata“, a potom žalm „Nebesa vypravují slávu Boží …“, a potom „Naší povinností je chválit …“ a kadiš. | “ |
| — Chatam Sofer, Responsa 1, 56 | |   |

Připadne-li požehnání slunce na den před začátkem Pesachu, 14. nisan (jako tomu je v r. 2009), je zvykem, že se shromažďuje obec, aby řekla požehnání (neboť je lepší říci je s obcí než sám), ale nedělají se k této příležitosti velká shromáždění, protože zbývá málo času do zničení chámecu biur chamec a není žádoucí, aby lidé riskovali přestoupení zákazu chámecu.
Připadne-li požehnání slunce na svátek (jako tomu bude v r. 2121), kdy připadne požehnání slunce na sedmý den pesachu), žehná se o svátku, a tehdy se patří udělat to ve velkém shromáždění.